# 发界街道
发界街道，是中华人民共和国云南省昭通市彝良县下辖的一个街道。
2021年3月18日，云南省人民政府批复同意撤销角奎镇，析置角奎街道和发界街道，9月11日正式成立。

## 行政区划
发界街道下辖以下地区：
团结社区、前进社区、扬帆社区、远航社区、新场社区、大马村、石垭村、发界村和马腹村。